# Diospyros dumetorum
Diospyros dumetorum là một loài thực vật có hoa trong họ Thị. Loài này được W.W.Sm. mô tả khoa học đầu tiên năm 1916.